# Olfactores
Los olfactores (Olfactores) son un clado de animales que incluye a los vertebrados y los urocordados. Basado en estudios genéticos como la secuencia de ADN y otros elementos genéticos. La teoría tradicional consideraba que los cefalocordados estaban más emparentados con los vertebrados debido a algunas similitudes morfológicas. El término olfactores proviene del latín olfactus ("olfato"), debido al desarrollo de la faringe para incluir funciones respiratorias, en contraste con la falta de sistema respiratorio y órganos sensoriales especializados vistos en cefalocordados como la lanceta.

## Filogenia
El siguiente cladograma muestra las relaciones filogenéticas entre los deuteróstomos en base a la hipótesis de los olfactores:
|              | Xenacoelomorpha                                                |
|              |                                                                |
| Ambulacraria | \| \| Echinodermata \| \| \| \| \| \| Hemichordata \| \| \| \| |
|              | \| \| Echinodermata \| \| \| \| \| \| Hemichordata \| \| \| \| |
|              | Echinodermata                                                  |
|              |                                                                |
|              | Hemichordata                                                   |
|              |                                                                |

|  | Echinodermata |
|  |               |
|  | Hemichordata  |
|  |               |

|            | Cephalochordata                                                              |
|            |                                                                              |
| Olfactores | \| \| Urochordata/Tunicata \| \| \| \| \| \| Vertebrata/Craniata \| \| \| \| |
|            | \| \| Urochordata/Tunicata \| \| \| \| \| \| Vertebrata/Craniata \| \| \| \| |
|            | Urochordata/Tunicata                                                         |
|            |                                                                              |
|            | Vertebrata/Craniata                                                          |
|            |                                                                              |

|  | Urochordata/Tunicata |
|  |                      |
|  | Vertebrata/Craniata  |
|  |                      |

|              | Xenacoelomorpha                                                |
|              |                                                                |
| Ambulacraria | \| \| Echinodermata \| \| \| \| \| \| Hemichordata \| \| \| \| |
|              | \| \| Echinodermata \| \| \| \| \| \| Hemichordata \| \| \| \| |
|              | Echinodermata                                                  |
|              |                                                                |
|              | Hemichordata                                                   |
|              |                                                                |

|  | Echinodermata |
|  |               |
|  | Hemichordata  |
|  |               |

|            | Cephalochordata                                                              |
|            |                                                                              |
| Olfactores | \| \| Urochordata/Tunicata \| \| \| \| \| \| Vertebrata/Craniata \| \| \| \| |
|            | \| \| Urochordata/Tunicata \| \| \| \| \| \| Vertebrata/Craniata \| \| \| \| |
|            | Urochordata/Tunicata                                                         |
|            |                                                                              |
|            | Vertebrata/Craniata                                                          |
|            |                                                                              |

|  | Urochordata/Tunicata |
|  |                      |
|  | Vertebrata/Craniata  |
|  |                      |